# 603
Năm 603 trong lịch Julius.